# Святий

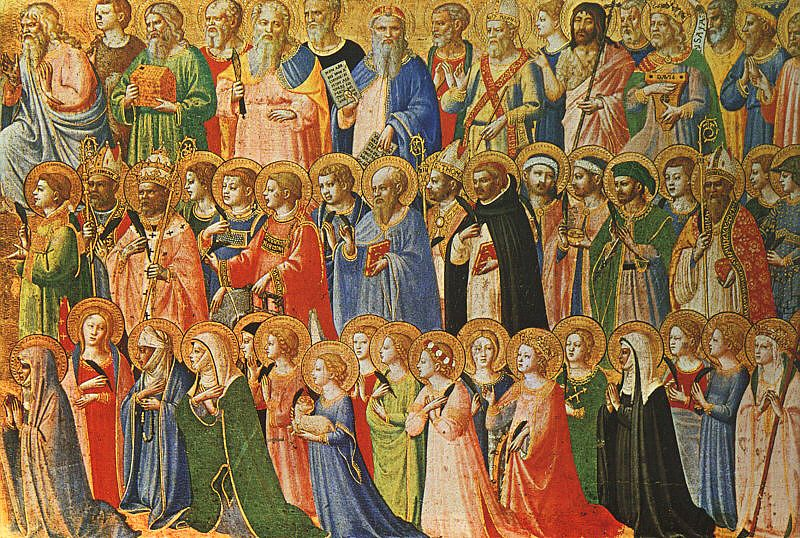
«Святі Господні» (Фра Анджеліко, XV століття)

Святи́й (від праслав. svęt) — особа, особливо шанована в різних релігіях за святість, благочестя, праведність, стійке визнання віри, заступництво перед Богом чи божеством за людей.

## Етимологія
Слово «святий» походить від санскритського кореня çvi — «сяяти», «блищати» або праслов'янського svęt, що своєю чергою від індоєвропейського k΄ụen-to — «зростання», «набухання». Звідси давньослов'янські розуміння святого як того, що високе, родюче. Наприклад свята гора чи свята бджола. Відповідно під святістю розумілася дана божеством здатність збільшувати приплід будь-чого живого. Оскільки поняття святого набуло в язичників сакральності, з приходом християнства його, як найближче за значенням, було ототожнено з поняттями про праведність, чистоту, благочестя.
У Старому Заповіті під «святий» мається на увазі слово кодеш або кадеш (קדש‏‎, qdš) — «відокремленість», «очищеність», «недоторканість». З латини як «святий» перекладається слово sanctus — «непохитний», «встановлений», «узаконений», близьке до нього грецьке агіазо (ἁγιάζω) — «відділяти», «очищувати», «освячувати». До середини IV століття ці слова майже не вживалися в християнстві через зв'язок з язичницьким минулим. Стосовно шанованої в церкві людини, передусім мучеників, застосовувалося латинські лат. dominus, domini, досл. «господар», «господиня».

## Поняття святості

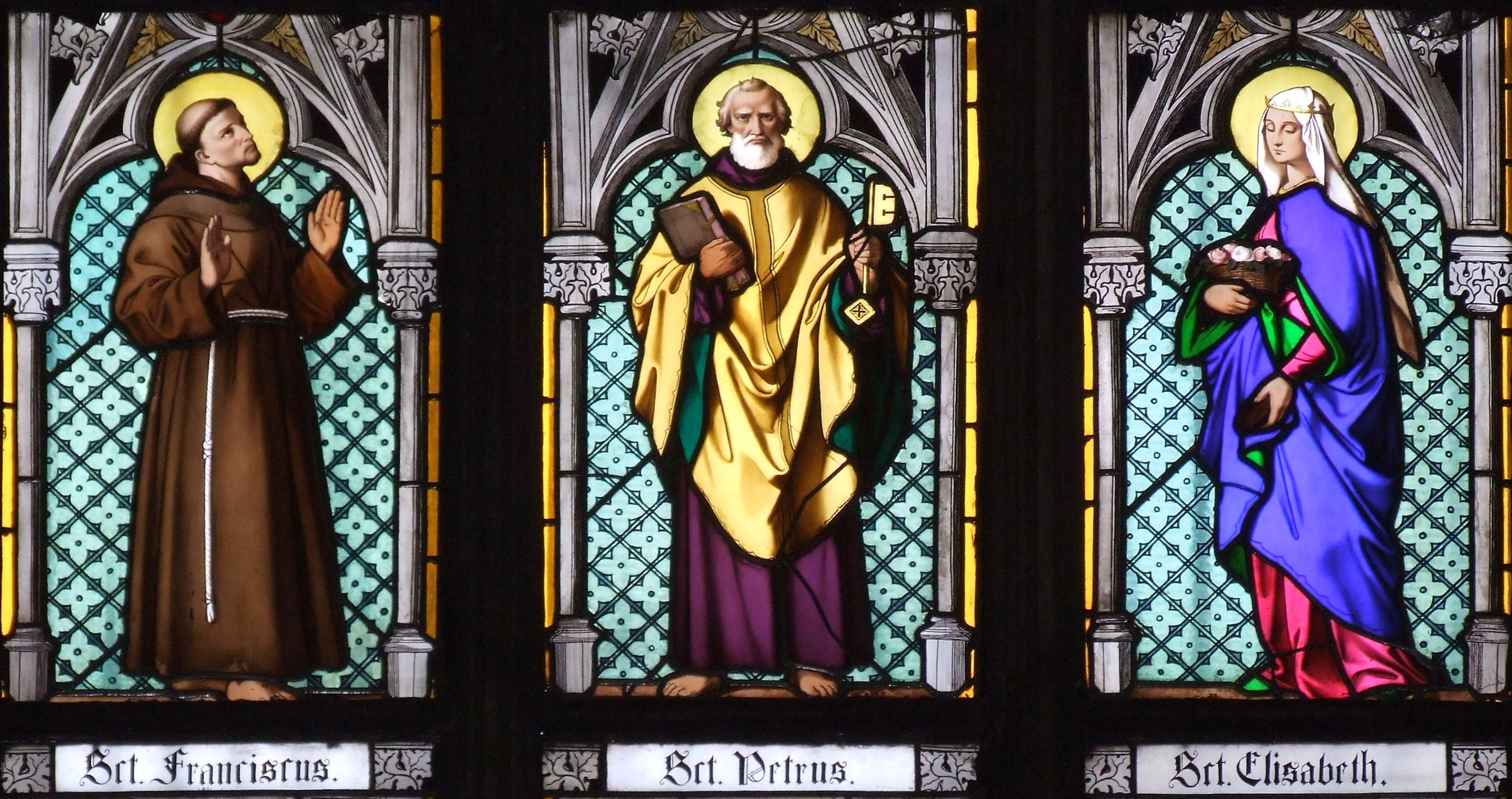
Святі Франциск, Петро і Єлизавета

### У християнстві
У християнстві поняття «святий» вживається щодо Бога як абсолютно благого і безгрішного і всього, що присвячено Йому, як предметів або дій, так і людей. Наприклад, святий Бог, свята земля, свята молитва, святий день, свята вода. Святі люди є особами, які присвятили себе поклонінню та служінню Богові, відкритому людям через Ісуса Христа. Оскільки святість передбачає звільнення від зла і нечистоти, «святий» є синонімом вищого морального стану людини. Іноді святими називаються всі християни (на противагу іновірцям).
У вужчому розумінні (за винятком деяких протестантських конфесій) святий — це благочестива та доброчесна людина, прославлена церквою, що являла собою зразок чесноти і перебувала за вченням Церкви після її кончини на небесах та молиться перед Богом за всіх людей, що нині живуть на землі.
Перш за все святими у християнстві є Бог Отець, Бог Син, Бог Дух Святий, а також ангели, що не згрішили. Істинний статус святого людям чи предметам, явищам, може призначити лише Бог, Який відділяє вибраний об'єкт для виконання певної місії у служінні Богові для виконання Його головної мети — спасіння кожної живої душі. Святі люди не є буквальною протилежністю грішників у більшості конфесій: грішні всі люди без винятку, проте святі визнають це і просуваючись у боротьбі з гріхом, уподібнюються до Ісуса Христа. Передбачається, що існують численні святі, що лишилися невідомими Церкві.

### В інших релігіях

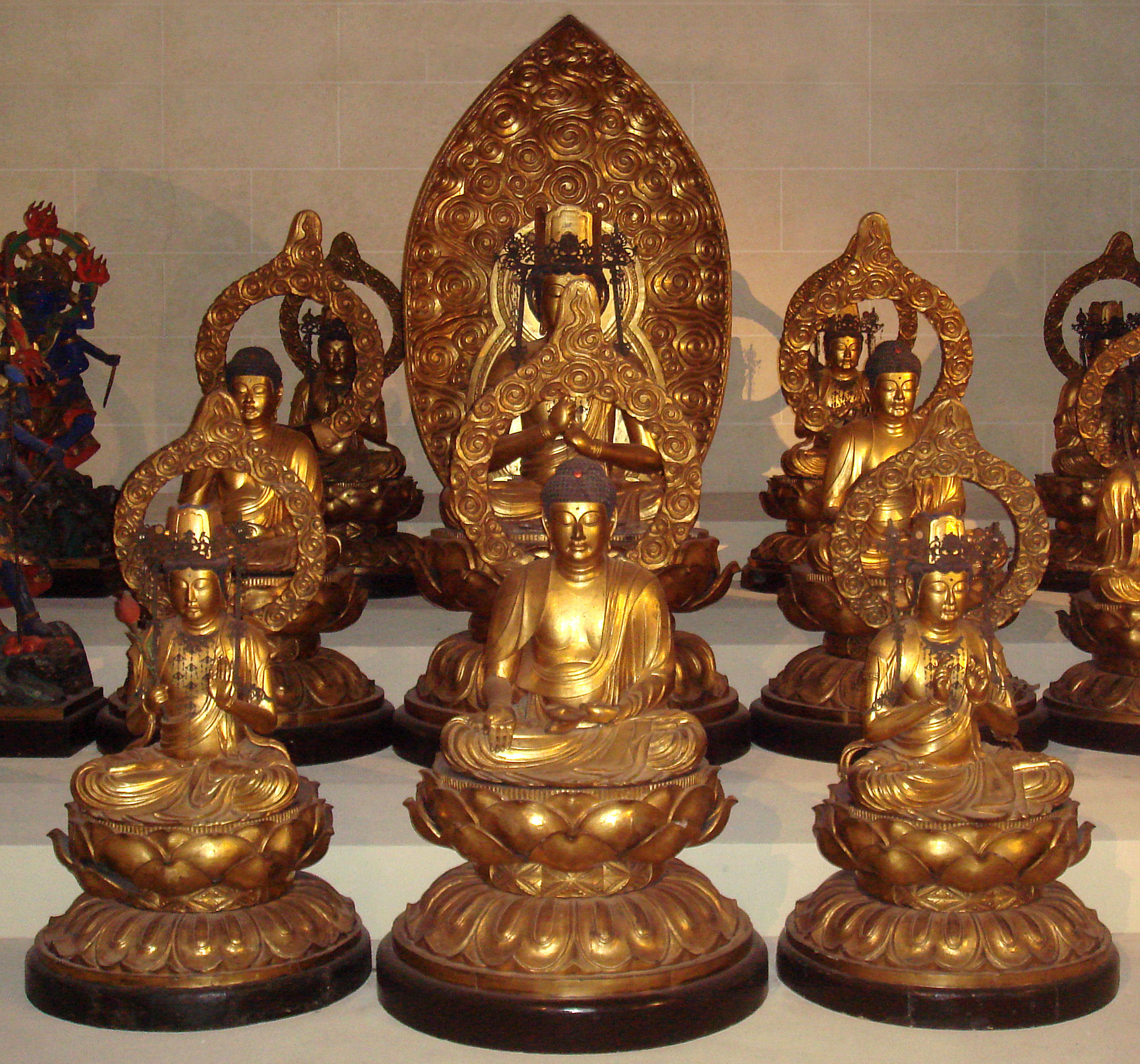
Скульптури будд і бодгісаттв

У юдаїзмі святість (кедуша) — це чистота і відділеність від буденного життя. Святими можуть бути місце, предмет, дата. Об'єкт може володіти святістю сам по собі (наприклад Тора), або від стосунку до іншого святого. Поняття святої людини, аналогічного християнському, в юдаїзмі немає, але є «цадик» — праведник, який слідує указам Господа і є зразком поведінки для інших. Позиція кабалістів стверджує, що праведники виняткової святості володіють даними Богом силами, такими як знання майбутнього. Поширеним є уявлення про те, що праведників порівняно мало і своїм існуванням вони оберігають світ від знищення. В хасидизмі цадик — це також духовний лідер общини.
Ісламські авлія (в однині «валі») — це праведники, котрі належно виконують свої обов'язки мусульманина та уникають здійснення гріхів. Валі поступаються пророкам, оскільки все ж не можуть остаточно порвати зі своєю недосконалістю. В народному ісламі авалія приписуються надприродні здібності, покровительство і заступництво над різними сферами життя, місця їх поховання шануються.
В індуїзмі шануються садху (садхві, якщо це жінка) — особи, що присвячують життя звільненню від сансари. Це люди, котрі подолали в собі прагнення до матеріальних чуттєвих насолод, перебувають в умиротворенні та ведуть аскетичний спосіб життя.
Бодгісаттва є відповідником святого в буддизмі. Це просвітлена істота (не лише людина), котра володіє вищим ступенем співчуття й мудрості, яка відмовилася в своєму поточному житті від нірвани задля приведення до цього стану інших істот. Бодгісаттва, котрий досягнув найвищої стадії духовного розвитку та в наступному житті вирвався із сансари, називається буддою. І будди і бодгісаттви є зразками для інших.

## Процес визнання святих
Визнання християнською Церквою особи святою називається канонізацією, після доведення святості її заносять до списку святих із призначенням певного дня для святкування її пам'яті, найчастіше дня упокоєння.
На початку історії християнства підставою для визнання святим часто слугував один лише факт мученицької смерті за віру. Крім того святими пізніше оголошувалися єпископи, константинопольські правителі, патріархи. На початку V ст., місцеві канонізації зробилися масовими та не завжди правомірними, тому Папа Геласій заборонив самочинне проголошення святих і побудову храмів на їх честь без благословення Риму. Втім, заборона часто ігнорувалася, а з розділенням на католицизм і православ'я виникли різні процедури канонізації.
Церковна канонізація офіційно визнає людину святою і надає їй культу, якого не зазнають інші угодники з обмеженим ушануванням. Щоб особа була визнана святою, вона повинна відзначитися найвищими чеснотами християнської побожності і за життя чи після смерті були прославленою чудами.
В католицизмі питання про визнання святим вирішується на двох рівнях: спершу на місцевому (загальне право передбачає, що компетентною для початку процесу є дієцезія або єпархія, де помер претендент), потім виноситься на ухвалення Конгрегації в справах святих. На першому етапі збираються свідчення, дотичні документи та все, що могло б сприяти чи перешкодити визнанню святості даної особи. Необхідна умова для канонізації — чудо, здійснене за заступництва саме цього претендента. На другому етапі справа переходить у процес вивчення і, в разі позитивного висновку, оголошення про зарахування до лику святих Папою Римським.
У православ'ї підставами для визнання святих є духовний подвиг, чуда та (необов'язково) нетлінність тіла після смерті. Процес канонізації в Православній християнській церкві звичайно має чотири фази: місцеву, крайову, помісну та вселенську. Особа може бути шанованою як місцевий святий, святий провінції чи єпархії, помісний чи національний святий, і вселенський чи всесвітній святий, тобто такий, якого шанують усі християни. Більшість святих у православ'ї — місцеві, крайові або помісні, що визнаються за участю повного Собору єпископів даної церкви. Вселенське визнання святих здійснюється Вселенським Собором за участю Патріарха Константинопольського.

## Святі в Україні

### Католицизм
Українських святих новомучеників УГКЦ беатифіковано 27 червня 2001 року у м. Львові під час літургії візантійського обряду за участі Івана Павла ІІ.

### Православ'я

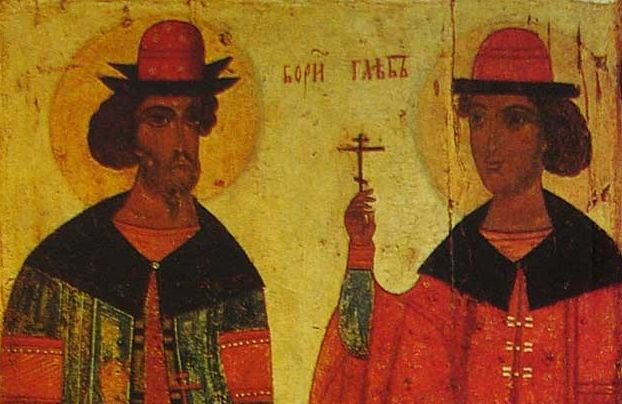
Борис і Гліб, перші канонізовані на Русі святі

Разом з християнством Українська Православна Церква перебрала з Візантії її святих і почала додавати у своїх церковних календарях (місяцесловах) також деяких латинських, зокрема західнослов'янських святих (святий В'ячеслав та ін.) і не визнаних в Царгороді святих Кирила і Мефодія та їхніх учнів. Часто перед офіційним проголошенням канонізації святого відбувалося його народне вшанування.
На думку сучасних істориків, першими канонізованими святими на Русі були Борис і Гліб у 1020 або 1026 році. Наступним був канонізований преподобний Феодосій Печерський у 1108 році, потім святий Леонтій, єпископ Ростовський, священомученик, у 1190—1194 роках. Канонізація князя Володимира і княгині Ольги імовірно відбулася між 1240—1311 роками, після чого відбулося визнання святими ще низки людей. Канонізацію українських святих Княжої доби та пізніших часів здійснювали київські митрополити.
У 1643 році славний митрополит Київський Петро Могила канонізував усіх Печерських угодників, мощі яких були поховані в печерах Києво-Печерського монастиря. Хоча місцеве вшанування відбувалося ще з княжих часів, тоді було проведено підтвердження їхньої святості. 1659 року був канонізований преподобний Іов Почаївський, у 1666 році після мученицької смерті й відкриття мощей — преподобний мученик Афанасій. Також швидко після своєї мученицької смерті в 1678 році — преподобний мученик Макарій. У 1672—1676 роках було канонізовано святителя Афанасія Лубенського. Вони стали останніми святими, канонізованими Українською Православною Церквою.
Подальші канонізації українських святих після 1686 року здійснювала Російська Православна Церква, оскільки отримала головенство над українською. У 1757 був канонізований святитель Димитрій Туптало, митрополит Ростовський.
У XIX столітті святими було визнано єпископа Інокентія Кульчицького, єпископа Іркутського, і Феодосія Углицького, архієпископа Чернігівського, померлого за два століття до того. 1910 року канонізовано святителя Іоасафа Горленка, єпископа Білгородського (помер у 1754), а в 1916 — святителя Івана Максимовича, митрополита Тобольського (помер у 1715), у 1918  — святителя Софронія Кристалевського, єпископа Іркутського (помер у 1771). Канонізація двох останніх відбулася внаслідок народного вшанування.
У СРСР влада ліквідувала прилюдний культ святих, нищила їхні ікони і статуї тощо, ускладнювала звичай давати імена святих новонародженим. Однак у 1988 канонізовано преподобного Паїсія Величковського (помер у 1794). Після розпаду СРСР святими визнано Володимира, митрополита Київського і Галицького, преподобного архімандрита Лаврентія Чернігівського, Петра Могилу та ін.

### Протестантизм
У більшості протестанських церков поняття «святий» вживається у більш широкому сенсі для позначення будь-якого християнина. Це схоже на численні посилання апостола Павла в Новому Заповіті. У цьому сенсі будь-хто, хто перебуває в Тілі Христа (тобто сповідує християнство), є святим через свій зв'язок з Ісусом Христом. При цьому більшість протестантів розглядає поклоніння мощам святих як ідолопоклонство, оскільки на їхню думку джерелом святості може бути тільки Бог.[джерело?]
У деяких протестантських традиціях слово «святий» може вживатися по відношенню до народжених згори.